# Christian Rakovskij
Christian Georgijevič Rakovskij (rusky Христиан Георгиевич Раковский; 1. srpna 1873, Gradec – 11. září 1941, Orel) byl bulharský revolucionář a sovětský politik a diplomat.

## Životopis

### Před revolucí
Christian Rakovskij se narodil jako Kristo Georgijev Stančev v bohaté rodině. Učil se v Gradeckém gymnáziu, odkud byl dvakrát vyloučen za revoluční činnost.
V roce 1887 si Rakovskij změnil jméno Kristo Stančev na ruské Christian Rakovskij. Roku 1890 se seznámil s marxismem. V témže roce emigroval Rakovskij do Ženevy, kde na tamní univerzitě získal titul MUDr. V té době se setkal s ruským emigrantem a marxistou Georgijem Plechanovem, který Rakovskému zaručil účast na Ženevském sjezdu studentských socialistů. V roce 1893 odešel studovat medicínu v Berlíně, nicméně za šest měsíců byl z učiliště vyhnán. Začal spolupracovat se socialistou Wilhelmem Liebknechtem a jeho novinami novin Vorwärts.
V roce 1896 odjel Rakovskij do Ruska, kde vstoupil do Ruské sociálně demokratické dělnické strany. Když se strana roku 1903 rozdělila na bolševiky a menševiky, nemohl se Rakovskij rozhodnout, k jaké frakci přistoupit. Během první světové války, kterou Rakovskij považoval za imperialistickou, byl ve vězení v Rumunsku, protože byl obviněn ze špionáže. Ve vězení zůstal až do 1. května 1917, kdy ho osvobodila ruská armáda.

### Po revoluci
Po osvobození odjel do Petrohradu, kde se po říjnové revoluci připojil k bolševikům (často bývá chybně uváděn mezi starými bolševiky). V roce 1918 odjel Rakovskij s Adolfem Joffe do Německa, aby mimo jiné podpořil listopadovou revoluci. Roku 1919 se stal místopředsedou Ukrajinské SSR.
V roce 1922 se Rakovskij dostal do konfliktu se Stalinem, který byl zastáncem vzniku autonomních oblastí. Roku 1923 zkritizoval Stalina za podporu nacionalismu a centralizace, za což byl zbaven postu Ukrajinského místopředsedy a byl poslán jako diplomat do Rakouska a Francie. Roku 1928 byl Rakovskij ze strany vyloučen a deportován do Astrachaně. Do Moskvy se vrátil roku 1934 poté, co se mu Stalin omluvil.

### Soudní proces a smrt
Roku 1936 byl Rakovskij v rámci Velkého teroru zatčen. V roce 1938 se stal jedním z hlavních obžalovaných při čtvrtém moskevském procesu. Byl obviněn z plánování atentátu na Lenina a Stalina a různých vymyšlených zločinů.
Měl však větší štěstí než Bucharin, Rykov nebo Jagoda. Na rozdíl od nich nedostal trest smrti, ale „pouze“ 20 let vězení. Propuštění se Rakovskij nedočkal, 11. září 1941 byl na Stalinův příkaz zastřelen (spolu s dalšími politickými vězni z věznice Orly) v rámci masakru v Medveděvském lese.